# Ordynariusz
Ordynariusz – w Kościele rzymskokatolickim każdy wyższy przełożony – oprócz biskupa rzymskiego, także biskup diecezjalny oraz inni, którzy – choćby tylko czasowo – są przełożonymi Kościoła partykularnego lub wspólnoty do niego przyrównanej, jak również ci, którzy w nich posiadają ogólną wykonawczą władzę zwyczajną, mianowicie wikariusze generalni i wikariusz biskupi, a także – dla własnych członków – wyżsi przełożeni kleryckich instytutów zakonnych na prawie papieskim i kleryckich stowarzyszeń życia apostolskiego na prawie papieskim, którzy posiadają przynajmniej zwyczajną władzę wykonawczą. Jego odpowiednikiem w katolickich Kościołach wschodnich jest hierarcha.
Potocznie określenia tego używa się w stosunku do biskupa diecezjalnego. Tego określenia, na ogół wyłącznie do głównego biskupa danej diecezji, używają też niektóre inne Kościoły, np. polskokatolicki czy prawosławny.